# شپشک‌های نیوزلندی
شپشک‌های نیوزلندی (نام علمی: Phenacoleachia) نام یک سرده از بالاخانواده شپشک است.